# Colo River
Der Colo River ist ein Fluss im Osten des australischen Bundesstaates New South Wales.

## Verlauf
Er entsteht durch den Zusammenfluss von Wollemi Creek und Capertee River im Wollemi-Nationalpark im nördlichen Teil der Blue Mountains. Der größte Teil des Flusses verläuft durch den Nationalpark. Der Mittellauf ist vollkommen unzugänglich, wild und sehr versteckt. Die Wildnis wurde Ende der 1970er-Jahre von der Colo Wilderness Preservation Society und anderen Umweltschutzorganisationen vor der Zerstörung durch Erschließung, Abholzung und dem Bau von Stauseen gerettet. Der Blue-Mountains-Nationalpark wurde zusammen mit dem Wollemi-Nationalpark zum Weltnaturerbe erklärt, zum Teil auch wegen der Entdeckung der Wollemie, die oft als „lebendes Fossil“ aus der Zeit der Dinosaurier beschrieben wird.
Die Colo-River-Klamm besitzt viele Stromschnellen, die sich mit tiefen Pools abwechseln. 
Der Unterlauf des Flusses tritt aus der Wildnis hervor und fließt durch ein liebliches, landwirtschaftlich genutztes, enges Tal. Er mündet bei Lower Portland, nördlich von Windsor in den Hawkesbury River. Der wichtigste Nebenfluss des Colo River ist der Wollangambe River.
Obwohl der Wollemi-Nationalpark sehr nahe am Großraum Sydney liegt, gilt er als größtes unberührtes Gebiet in New South Wales. Freiwilligengruppen vor Ort, wie die Friends of the Colo, helfen seit Jahrzehnten, den Nationalpark und dessen Umgebung von eingeschlepptem Unkraut zu befreien. 
Der beste Weg, die wundervollen, aber unzugänglichen Schluchten des Colo River zu sehen, ist es, sich auf einer Luftmatratze von Wanderpfaden, wie dem Bob Turner's Track bei Colo Heights, den Fluss hinuntertreiben zu lassen.